# Лакоя Володимир Антонович
Володимир Антонович Лакоя (1905, село Лихни Сухумського округу, тепер село Ліхні, Гудаутський район, Абхазія, Грузія — ?) — абхазький радянський діяч, голова колгоспу «Дуріпш» Гудаутського району Абхазької АРСР. Депутат Верховної Ради СРСР 5—6-го скликань. Герой Соціалістичної Праці (2.04.1966).

## Життєпис
У 1931—1935 роках — студент факультету захисту рослин Грузинського сільськогосподарського інституту, здобув спеціальність агронома.
З 1935 року працював науковим співробітником Абхазької станції захисту рослин, потім старшим агрономом в Абхазькій АРСР.
Член ВКП(б) з 1941 року.
У 1954—1955 роках — директор Гагрської машинно-тракторної станції (МТС) Абхазької АРСР; директор Гудаутської машинно-тракторної станції (МТС) Абхазької АРСР
З квітня 1955 року — голова колгоспу «Дуріпш» села Дуріпш Гудаутського району Абхазької АРСР.
Під керівництвом Лакої колгосп отримував високі врожаї. Крім кукурудзи та чаю, у колгоспі було широко розвинене тваринництво, бджільництво та виноградарство. Основною культурою колгоспу залишався зелений чай, багато десятків тонн якого щорічно здавалося понад план. У травні 1963 року колгоспники села Дуріпш приймали делегацію керівників держав Микиту Хрущова та Фіделя Кастро.
Указом Президії Верховної Ради СРСР від 2 квітня 1966 року за досягнуті успіхи у розвитку сільського господарства, промисловості та науки Грузинської РСР Лакої Володимиру Антоновичу присвоєно звання Героя Соціалістичної Праці з врученням ордена Леніна та золотої медалі « Серп і Молот».
Після виходу на пенсію проживав у селі Дуріпш Гудаутського району Абхазької АРСР. Дата смерті невідома.

## Нагороди і звання
- Герой Соціалістичної Праці (2.04.1966)
- орден Леніна (2.04.1966)
- медаль «За оборону Кавказу»
- медаль «За доблесну працю у Великій Вітчизняній війні 1941—1945 рр.»
- медаль «За трудову доблесть»
- медаль «За доблесну працю. В ознаменування 100-річчя з дня народження Володимира Ілліча Леніна» (1970)
- медаль «Ветеран праці»
- медалі Виставки досягнень народного господарства (ВДНГ)
- медалі
- Заслужений агроном Абхазької АРСР (1954)
- Заслужений агроном Грузинської РСР